# Rock-A-Hula Baby
Rock-A-Hula Baby (Twist especial) es una canción interpretada por Elvis Presley para la película Blue Hawaii de 1961 y que fue editada como lado B de un disco simple con la popular canción Can't help falling in love ("No puedo evitar enamorarme") en el lado A. Ambas canciones fueron incluidas en el álbum homónimo, Blue Hawaii de la banda sonora de la película. 

## Composición
La canción fue grabada el 23 de marzo de 1961 en Radio Recorders en Hollywood, California. El sencillo RCA Victor 45 fue lanzado el 1 de octubre de 1961. Steve Sholes produjo la sesión de grabación de estudio. The Jordanaires proporcionaron los coros. La canción fue publicada por Gladys Music, Inc., la editorial de Elvis Presley y fue escrita por Ben Weisman, Fred Wise y Dolores Fuller,   siendo una mezcla de géneros de folk hawaiano y rock and roll. El término "hula" hace referencia por otra parte a la danza hawaiiana Hula creada por los polinesios.
Fue la primera canción publicada por Fuller, quien eventualmente coescribiría una docena de canciones para Presley. La canción principal de la película de 1991 Rock-a-Doodle, que contó con el grupo vocal de acompañamiento original de Elvis Presley, The Jordanaires, parodiaba "Rock-a-Hula Baby".

## Músicos
- Elvis Presley (voz)
- Scotty Moore, Tiny Timbel y Hank Garland (guitarras)
- Bob Moore (bajo)
- D.J. Fontana (batería)
- Hal Blaine y Bernie Mattinson (pertcusión)
- Floyd Cramer (piano)
- Dudley Brooks (celesta)
- Boots Randolph (saxofón)
- Alvino Rey (guitarra slide)
- Fred Tavares y Bernie Lewis (ukeleles)
- The Jordanaires (coros) [1]

## Posicionamiento en listas
Rock-A-Hula Baby" alcanzó el puesto número 23 en los Estados Unidos en la lista de sencillos pop de Billboard Hot 100, el número 1 en Australia, el 4 en Canadá y el 1 en Filipinas.  En el Reino Unido, donde fue un lanzamiento de doble cara teniendo en el lado A al exitoso tema  "Can't Help Falling in Love", alcanzó el puesto número 1 en la lista UK Singles Chart en febrero de 1962 y pasó cuatro semanas en la cima de la lista. Cuando se relanzó en marzo de 2005, alcanzó el puesto número 3 en el Reino Unido durante cuatro semanas.

## En la cultura popular
En la serie Full House, el actor John Stamos canta la canción Rock -A- Hula Baby al final del capítulo "Tanner's island" donde los protagonistas habían viajado a Hawaii de vacaciones. En la vida real Stamos es un gran fan de Elvis y durante la sit com Full house realizó interpretaciones e imitaciones de Elvis en diversas oportunidades. 